# Veloce come il vento
Veloce come il vento, conosciuto anche col titolo internazionale Italian Race, è un film del 2016 diretto da Matteo Rovere, liberamente ispirato alla vita del pilota di rally Carlo Capone. Si tratta dell'esordio sul grande schermo dell'attrice Matilda De Angelis.

## Trama
Giulia De Martino è una pilota che a soli diciassette anni partecipa al prestigioso campionato italiano GT. Durante una delle prime gare del campionato il padre è colto da infarto e muore improvvisamente. Al funerale si presenta Loris, fratello maggiore di Giulia che lei non vede da 10 anni, ora tossicodipendente e un tempo pilota di talento, che pretende di tornare nella sua vecchia casa insieme alla compagna Annarella. Giulia e il piccolo fratello Nico, già abbandonati dalla madre, accettano solo perché essendo ancora minorenni dovrebbero altrimenti ricorrere all'assistenza sociale.
Alla prima gara senza il padre, Giulia è assistita dal fedelissimo Tonino e da Loris; nei box Loris è riconosciuto da molti che lo chiamano "il Ballerino" (il suo vecchio soprannome da pilota dovuto alla sua guida spericolata). Scoperto che Giulia perderà la casa in caso di sconfitta, ipotecata al produttore Minotti per i prestiti fatti al padre, Loris decide di aiutare attivamente la sorella, a sua volta d'accordo. E l'aiuto di Loris porta infatti i suoi frutti: Giulia migliora di gara in gara, riuscendo a scalare la classifica, sebbene il suo comportamento sia condizionato dalla tossicodipendenza dell'uomo che ne rende complicato il riavvicinamento.
Sbalordito dai progressi di Giulia, Minotti le propone di partecipare alla "Italian Race", una corsa illegale e pericolosa tra i sassi di Matera ma dal ricco premio, tanto da poter cancellare tutti i suoi debiti: lei rifiuta puntando alla vittoria del campionato. Ma proprio all'ultima gara del campionato Giulia viene aggredita ed infortunata:  impossibilitata a gareggiare, ha perduto il campionato, la casa ed anche il fratellino, dato in affidamento. Loris è disperato, ed accetta di partecipare alla Italian Race al posto di Giulia con la "sua" Peugeot 205 Turbo 16, gelosamente custodita dal padre per anni. L'uomo vince la pericolosa gara, ma si scontra con un muro posto dietro l'arrivo.
Giulia ha recuperato la propria casa e Tonino porta la ragazza e Nico al cimitero. Loris, rivelatosi salvo dall'incidente, si è accampato lì con la sua roulotte e, all'arrivo dei fratelli, si sciolgono i rancori: i due si perdonano e si abbracciano, ricomponendo la sregolata famiglia.

## Produzione
Film prodotto dalla Fandango S.p.A.. Le riprese del film si sono svolte a Imola, Matera, Roma e nei circuiti di Vallelunga, Imola, Monza e Mugello.

## Promozione
Il primo trailer del film viene diffuso il 12 marzo 2016, mentre il poster viene diffuso il 14 marzo.

## Distribuzione
Il film è stato distribuito nelle sale cinematografiche italiane a partire dal 7 aprile 2016 ed è stato venduto in oltre quaranta paesi nel mondo.

## Riconoscimenti
- 2016 – Nastro d'argento
  - Miglior attore protagonista a Stefano Accorsi
  - Miglior montaggio a Gianni Vezzosi
  - Premio Guglielmo Biraghi a Matilda De Angelis
  - Candidatura per la miglior fotografia a Michele D'Attanasio
- 2016 – Ciak d'oro[9]
  - Miglior sonoro in presa diretta ad Angelo Bonanni e Diego De Santis
- 2016 – Taormina Film Fest[10]
  - Miglior attrice rivelazione a Matilda De Angelis
- 2016 – Premio Flaiano[10]
  - Miglior attrice rivelazione a Matilda De Angelis
- 2016 – Festival la valigia dell'attore[11]
  - Premio Gian Maria Volonté a Stefano Accorsi
- 2016 – Premio Suso Cecchi d'Amico (Castiglioncello)[12]
  - Miglior sceneggiatura a Matteo Rovere, Filippo Gravino e Francesca Manieri
- 2016 – Federazione Italiana Film d'Essai[13]
  - Miglior attore dell'anno a Stefano Accorsi
- 2017 – David di Donatello[14]
  - Miglior attore protagonista a Stefano Accorsi
  - Migliore autore della fotografia a Michele D'Attanasio
  - Miglior montatore a Gianni Vezzosi
  - Miglior sonoro ad Angelo Bonanni, Diego De Santis, Mirko Perri e Michele Mazzucco
  - Migliori effetti digitali ad Artea Film & Rain Rebel Alliance International Network
  - Miglior truccatore a Luca Mazzoccoli
  - Candidatura per il miglior film
  - Candidatura per il miglior regista a Matteo Rovere
  - Candidatura per la miglior sceneggiatura originale a Filippo Gravino, Francesca Manieri e Matteo Rovere
  - Candidatura per il miglior produttore a Domenico Procacci e Rai Cinema
  - Candidatura per la migliore attrice protagonista a Matilda De Angelis
  - Candidatura per la migliore attrice non protagonista a Roberta Mattei
  - Candidatura per il miglior musicista ad Andrea Farri
  - Candidatura per la migliore canzone originale (Seventeen)
  - Candidatura per il miglior costumista a Cristina Laparola
  - Candidatura per il miglior acconciatore ad Alessio Pompei
  - Candidatura per il 3 Future Award
- 2017 – Globo d'oro[15]
  - Candidatura per il miglior attore a Stefano Accorsi
  - Candidatura per la miglior sceneggiatura a Filippo Gravino, Francesca Manieri e Matteo Rovere
  - Candidatura per la miglior fotografia a Michele D'Attanasio

## Curiosità
Nel film fa la comparsa il futuro pilota di Formula 1 Andrea Kimi Antonelli, che interpreta Matteo, uno degli amici di Nico De Martino.